# Brandon Roy
Brandon Dawayne Roy (Seattle, 23. srpnja 1984.) američki je profesionalni košarkaš. Igra na poziciji bek šutera, a trenutačno je član NBA momčadi Portland Trail Blazersa. Izabran je u 1. krugu (6. ukupno) NBA drafta 2006. od strane Minnesote Timberwolvesa, ali je u razmjeni igrača proslijeđen u Blazerse za 7. izbor drafta Randya Foyea.

## Karijera

### Rani život i sveučilište
Roy je završio srednju školu "Garfield" u Seattleu, gdje je kao senior u prosjeku bilježio 22.3 poena i 10.4 skoka te je bio jedan od 100 finalista za McDonald’s srednjoškolsku All-America momčad. Nakon srednje škole prijavio se na NBA draft 2002., ali nije bio pozvan ni na jedan kamp koji se održava uoči drafta tako da je na kraju ipak povukao prijavu.
Na sveučilištu je proveo sve četiri godine pod vodstvom trenera Lorenza Romara. U prvoj NCAA sezoni prosječno je postizao 6.1 poen, da bi se u drugoj (12.9 poena, 5.3 skoka i 3.3 asistencije za 30.3 min.) odigrao znatno bolje. U trećoj mu je minutaža smanjena na 24.2 minute po utakmici, što je utjecalo i na ostale brojke (12.8 poena, 5 skokova i 2.2 asistencije), a prave igre pokazao je tek kao senior. Naime, s 20.2 poena, 5.6 skokova i 4.1 asistencijom u zadnjoj sezoni bio je uvjerljivo najbolji igrač svoje momčadi. Predvodio je Huskiese do omjera 26-7 i odveo ih do drugog nastupa među 16 najboljih NCAA momčadi ("Sweet Sixteen").

### NBA

#### NBA draft
Nakon završetka sveučilišne karijere, Roy se odlučio prijaviti se na NBA draft 2006. godine. Roy je nastupao na tzv. probama (workout) kod Trail Blazersa, ali je na draftu izabran kao šesti izbor od strane Minnesote Timberwolvesa. Međutim, kasnije je proslijeđen u Trail Blazerse za prava drafta na sedmi izbor Randya Foyea. 

#### Rookie sezona
Roy je s 20 poena debitirao protiv Seattle SuperSonicsa. Zbog ozljede lijeve pete propustio 20 utakmica početka sezone. Svoj prvi double-double učinak postigao je prosincu 2006. protiv Toronto Raptorsa. Krajem siječnja 2007., Roy je predvodio novake sa 14.5 poena po utakmici. Postao je četvrtim Blazersom nakon 1994. koji je na NBA All-Star vikendu izabran u All-Rookie momčad. Postao je i prvim Blazerom koji je nakon Rasheeda Wallacea 2001. sudjelovao na All-Star vikendu. Nakon što je bio novak mjeseca u veljači, siječnju i ožujku 2007., Roy je proglašen za najboljeg novaka godine u NBA ligi. Roy je tek treći Blazers koji je dobio tu nagradu, poslije Geoffa Petrieja (1970. – 71.) i Sidneyja Wicksa (1971. – 72.).  Zbog ozljede odigrao je samo 57 utakmica regularnog dijela sezone. Blazersi su sezonu završili s omjerom 32-50 i 11 pobjeda više nego lani, ali opet nisu uspjeli ući u doigravanje.

#### Druga sezona
Roy je u prvih 48 utakmica sezone 2007./08. u prosjeku postizao 19.7 poena, 4.6 skokova i 5.8 asistencija. U prosinicu je predvodio je Blazerse do 13 uzastopnih uzastopnih pobjeda, a na kraju sezone izabran je kao rezerva na NBA All-Star utakmicu. Na All-Staru je postigao 18 poena i 9 skokova. Na All-Star vikendu zajedno je sa suigračem LaMarcusom Aldridgeom sudjelovao na utakmici igrača prve i druge godine ("Rookie Challenge"). 

#### Treća sezona
U predsezoni 2008., Roy je u Vancouveru zbog smetnji u lijevom koljenu podvrgnut 20-minutnoj operaciji uklanjanja dijela hrskavice. Zbog toga je propustio skoro cijelu predsezonu, ali je bio spreman za početak nove sezone protiv Los Angeles Lakersa. 7. studenog 2008., Roy je protiv Houston Rocketsa s više od devet metara 1.9 sekundi prije kraja utakmice pogodio koš za pobjedu 101-99. 18. prosinca 2008., Roy je protiv Phoenix Sunsa postigao učinak karijere. Ubacio je 52 poena za pobjedu Portlanda protiv Sunsa 124:119. Iz igre je pogodio 14 od 27 lopti, a s crte za slobodna bacanja je gađao 19-21. Uz to imao je i 5 skokova, te 6 asistencija. Roy je ponovo izabran na NBA All-Star utakmicu, na kojoj je postigao 14 poena (šut iz igre 7-8), 5 skokova i 5 asistencija za 31 minutu na parketu. 18. travnja 2009., Roy je po četvrti put izabran za Igrača tjedna Zapadne konferencije. On je jedini Blazer uz Clydea Drexlera koji je četiri puta bio izabran za tu nagradu. Završio je deveti u izboru za najkorisnijeg igrača sezone, a uz to je izabran u All-NBA drugu petorku.
6. kolovoza 2009. odlučio je produžiti svoj ugovor s Portlandom za još pola desetljeća, a u tom razdoblju pripast će mu čak 80 milijuna dolara. Do sada je Roy igrao za puno manji ugovor pa će u svojoj zadnjoj godini zaraditi nešto manje od 4 milijuna dolara u sklopu svog rookie ugovora. Nije zahtijevao maksimalan iznos koji bi mogao dobiti što se objašnjava njegovom željom da klubu omogući da zadrži dvojac LaMarcusa Aldridgea i Grega Odena.

## NBA statistika

#### Regularni dio
| Godina    | Klub     | Odig. uta. | Uta. poč. | Min. | 2P%  | 3P%  | Sl. bac.% | Skok. | Asist. | Ukr. lop. | Blok. | Poena |
| --------- | -------- | ---------- | --------- | ---- | ---- | ---- | --------- | ----- | ------ | --------- | ----- | ----- |
| 2006./07. | Portland | 57         | 55        | 35.4 | .456 | .377 | .838      | 4.4   | 4.0    | 1.2       | .2    | 16.8  |
| 2007./08. | Portland | 74         | 74        | 37.7 | .454 | .340 | .753      | 4.7   | 5.8    | 1.1       | 0.2   | 19.1  |
| 2008./09. | Portland | 78         | 78        | 37.2 | .480 | .377 | .824      | 4.7   | 5.1    | 1.1       | 0.3   | 22.6  |
| Ukupno    |          | 209        | 207       | 36.9 | .465 | .363 | .803      | 4.6   | 5.1    | 1.1       | 0.2   | 19.8  |
| All-Star  |          | 2          | 0         | 30.0 | .833 | .667 | .000      | 7.0   | 5.0    | 0.5       | 0.5   | 16.0  |

#### Doigravanje
| Godina    | Klub     | Odig. uta. | Uta. poč. | Min. | 2P%  | 3P%  | Sl. bac.% | Skok. | Asist. | Ukr. lop. | Blok. | Poena |
| --------- | -------- | ---------- | --------- | ---- | ---- | ---- | --------- | ----- | ------ | --------- | ----- | ----- |
| 2008./09. | Portland | 6          | 6         | 39.7 | .459 | .471 | .870      | 4.8   | 2.8    | 1.3       | 1.2   | 26.7  |
| Ukupno    |          | 6          | 6         | 39.7 | .459 | .471 | .870      | 4.8   | 2.8    | 1.3       | 1.2   | 26.7  |

## Vanjske poveznice
- Službena stranica  Arhivirana inačica izvorne stranice od 14. travnja 2019. (Wayback Machine)
- Profil na NBA.com